# EFTPOS

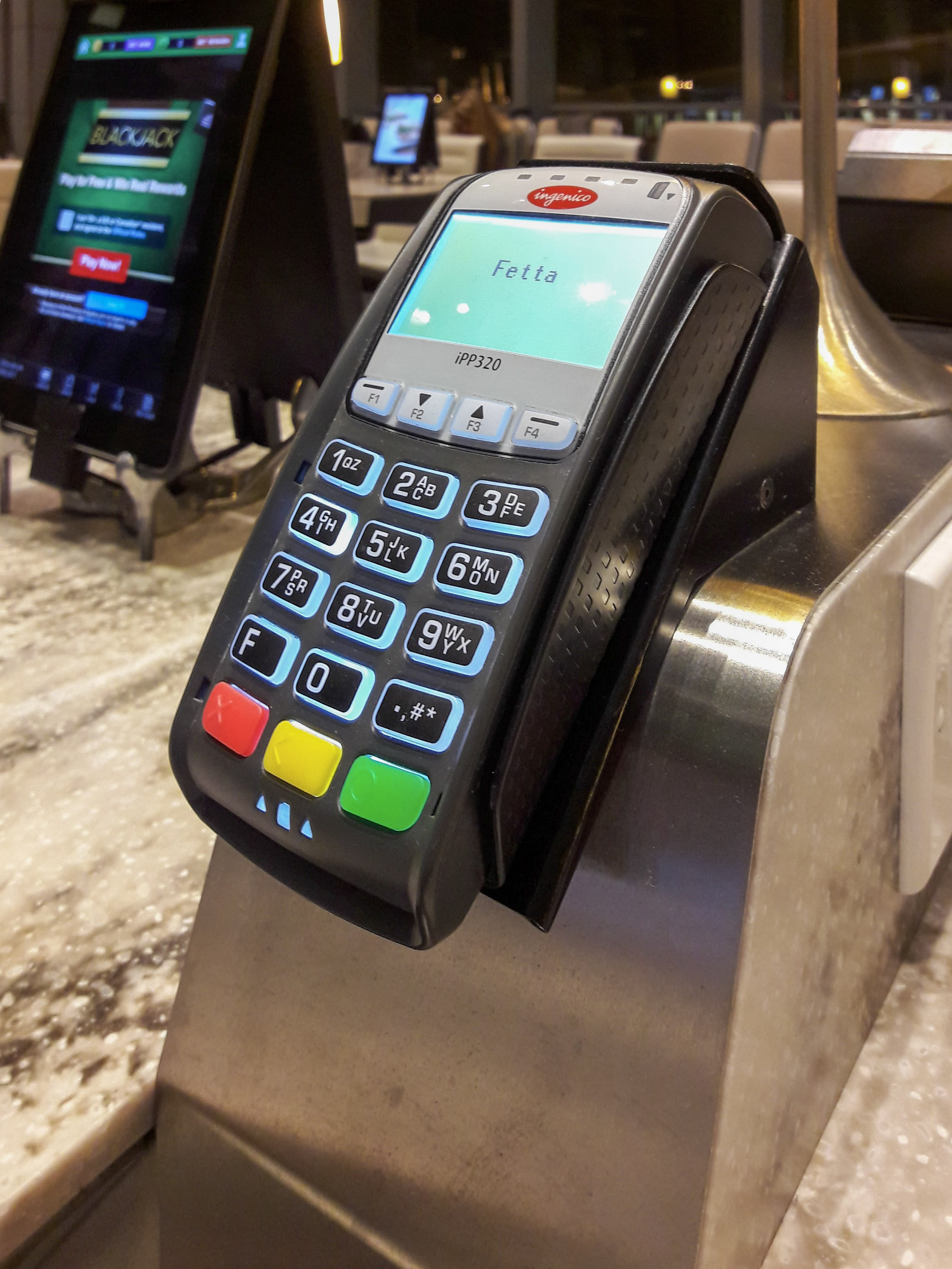
多倫多皮爾遜國際機場一家餐厅的EFTPOS终端

电子资金在销售点转移（Electronic funds transfer at point of sale，EFTPOS）是一种电子支付系统，人們在零售店時使用支付卡（例如借记卡或信用卡）在支付终端上消費，电子资金會出現相應的转移。EFTPOS技术于1981年起源于美国，之後被其他国家采用。1996年，移动EFTPOS出现，1997年吉隆坡的酒店安装了該移動系统。